# Dây thắt lưng

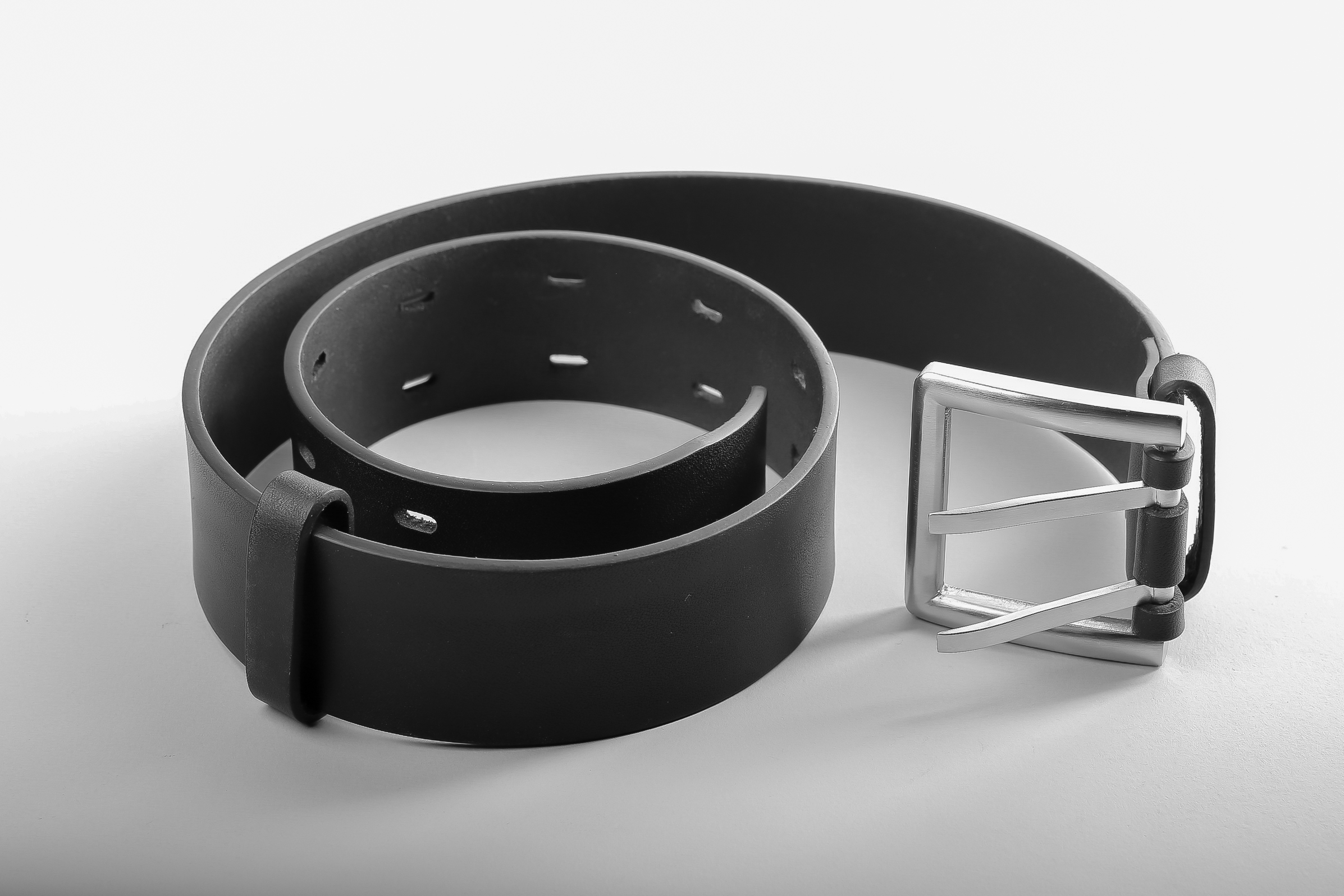

Dây thắt lưng (hay dây nịt) là dải vải, da hay nhựa dùng thắt ngang lưng quần để giữ quần được chặt hơn. Một tác dụng khác của đay thắt lưng là dùng cho mục đích thời trang. Dây thắt lưng có thể tạo nhiều hình dạng màu sắc cũng như có nều các khác nhau để khóa thắt lưng, như cài, móc, chốt, khóa giữ,...

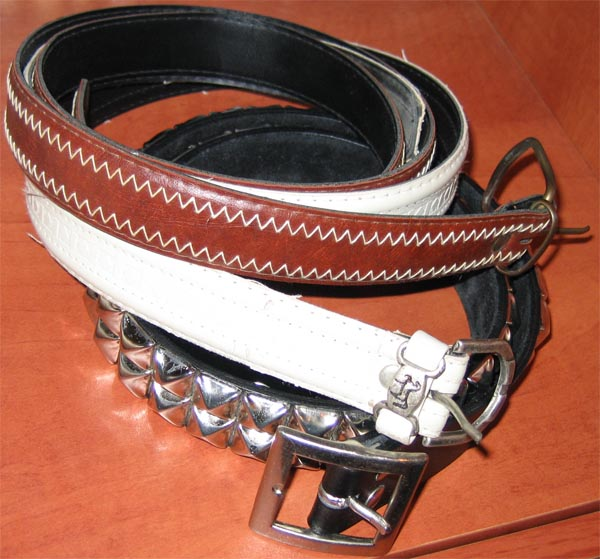
Các loại thắt lưng khác nhau

## Thành phần
Có hai thành phần chính của một chiếc thắt lưng là thắt lưng và khóa

## Các hãng sản xuất thắt lưng
Một số các hãng nổi tiếng sản xuất thắt lưng:
- Mango
- Louis Vuitton
- Gucci
- Levi's